# Teruelius waeberi
Espèce
Synonymes
- Grosphus waeberi Lourenço & Wilmé, 2016

Teruelius waeberi est une espèce de scorpions de la famille des Buthidae.

## Distribution
Cette espèce est endémique de la région de Sofia à Madagascar. Elle se rencontre vers Maromandia.

## Description
Le mâle holotype mesure 36,5 mm.

## Systématique et taxinomie
Cette espèce a été décrite sous le protonyme Grosphus waeberi par Lourenço et Wilmé en 2016. Elle est placée dans le genre Teruelius par Lowe et Kovařík en 2019, dans le genre Grosphus par Lourenço, Rossi, Wilmé, Raherilalao, Soarimalala et Waeber en 2020 puis dans le genre Teruelius par Lowe et Kovařík en 2022.

## Étymologie
Cette espèce est nommée en l'honneur de Patrick O. Waeber.

## Publication originale
- Lourenço & Wilmé, 2016 : « Three new species of Grosphus Simon 1880, (Scorpiones: Buthidae) from Madagascar; possible vicariant cases within the Grosphus bistriatus group of species. » Madagascar Conservation & Development, vol. 11, no 2, p. 1-14 (texte intégral).